# Flusilazol
Flusilazol ist eine chemische Verbindung aus der Gruppe der siliciumorganischen Verbindungen und Triazole.

## Gewinnung und Darstellung
Flusilazol kann durch Reaktion von Chlormethyldichlormethylsilan mit p-Fluorlithiobenzol und dem Natriumsalz von 1,2,4-Triazol gewonnen werden.

## Eigenschaften
Flusilazol ist ein farbloser bis brauner Feststoff, der unlöslich in Wasser ist.

## Verwendung
Flusilazol wird als Wirkstoff in Pflanzenschutzmitteln verwendet. Es wird als Fungizid gegen Schlauchpilze, Deuteromycetes und Ständerpilze eingesetzt. Es beeinflusst die Ergosterol-Biosynthese durch Hemmung der Demethylierung von Steroiden. Es wurde 1985 auf den Markt gebracht und ist seit 1988 in der BRD zugelassen.

## Zulassung
In der Europäischen Union war Flusilazol seit 1. Januar 2007 für Anwendungen als Fungizid bei Getreide (außer Reis), Mais, Raps und Zuckerrüben zugelassen. Es gab Bedenken wegen der Giftigkeit von Flusilazol, insbesondere wegen einer möglicherweise endokrinen Wirkung. Die Zulassung endete am 12. April 2013. Auch in der Schweiz sind keine Pflanzenschutzmittel mit diesem Wirkstoff mehr zugelassen.

## Sicherheitshinweise
Flusilazol steht im Verdacht, beim Menschen Krebs zu erzeugen. Bei Ratten löst es Blasen- und Hodentumore, bei Mäusen Lebertumore aus.